# Universitas Gunadarma
Universitas Gunadarma – indonezyjska uczelnia prywatna z siedzibą w Depok. Została założona w 1981 roku.